# Wohnsitz (Schweiz)
Der Begriff des Wohnsitzes wird in der Schweiz im Art. 23 des Zivilgesetzbuchs (ZGB) definiert.
Damit ein Ort als Wohnsitz gilt, braucht es den Aufenthalt an diesem Ort mit der Absicht des dauernden Verbleibens. Dabei ist es entscheidend, wo der Schwerpunkt der Lebensbeziehungen liegt. Niemand kann nach Art. 23 Abs. 2 ZGB in der Schweiz mehrere Wohnsitze haben („Einheit des Wohnsitzes“), wohl aber eine Zweitwohnung.
Der Besuch einer Lehranstalt, zum Beispiel einer Universität, oder ein Zweitwohnort in der Nähe der Arbeitsstelle reicht nach Art. 26 ZGB noch nicht aus, um einen Wohnsitz zu begründen. Diese Personen können sich jedoch als Wochenaufenthalter beim temporären Wohnort anmelden, sofern sie dort länger als drei Monate bleiben.
Die Zuständigkeit von Gerichten richtet sich teilweise nach dem Wohnsitz (vergleiche Art. 3 GestG). Bei Personen, die an einem Ort wohnen und an einem anderen arbeiten, geht man davon aus, dass ihr Wohnsitz bei der Familie liegt, auch wenn sie mehr Zeit am Arbeitsort verbringen. Kinder haben gemäss Art. 25 ZGB einen Wohnsitz, der sich von dem ihrer Eltern oder Pflegeeltern ableitet.
Das Fehlen eines festen Wohnsitzes (im In- oder Ausland) stellt einen Arrestgrund für inländische Vermögensstücke des Schuldners nach Art. 271 Abs. 1 Z. 1 SchKG dar. Das Vorliegen eines ausländischen Wohnsitzes bildet dagegen eine der Voraussetzungen eines so genannten Ausländerarrestes gemäss Art. 271 Abs. 1 Z. 4 SchKG.